# Predictive dialer
Con il sistema predictive (o più precisamente, Predictive dialer) si intende un compositore telefonico che, prendendo numeri da database di contatti telefonici, connette gli operatori (di un contact center) a quei numeri che danno risposta positiva, ossia non occupati o senza risposta. Il predictive utilizza algoritmi statistici per minimizzare il tempo che gli operatori telefonici passano in attesa e riducendo la probabilità di chiamate senza risposte e chiamate a numeri occupati.
Quando si compone un numero alla volta, ci sono due fonti di ritardo: 
- In primo luogo, solo una frazione di chiamati trova risposta. Così, per esempio, se 1 su 3 chiamati trovano risposta, un compositore predictive potrebbe comporre 3 righe ogni volta che un agente diventa disponibile.
- In secondo luogo, anche i numeri telefonici che trovano risposta, necessitano del tempo prima che siano in linea. Se si richiede in genere 10 secondi per qualcuno che risponde, e le conversazioni durano 90 secondi, un dialer predittivo potrebbe  iniziare a comporre un numero a 80 secondi della precedente conversazione.

Componendo un numero alla volta, solo quando un agente è disponibile, tipicamente mantiene gli agenti utilizzati per 40 minuti ogni ora. Predictive dialing può aumentare l'utilizzo a 57 minuti ogni ora.
Nel caso l'operatore non si liberi entro i due secondi della risposta il sistema telefonico considera la chiamata persa e trasmette un messaggio registrato, oppure la inserisce in una coda di attesa.